# Kloto
Kloto je v grški mitologiji najmlajša izmed sester mojr in prva v ciklu življenja. Ona je tista ki prede nit življenja. Njeno ime v grščini pomeni »predica«.
V rimski mitologiji jo predstavlja Nona.